# Hiroshi Ishii (Informatiker)

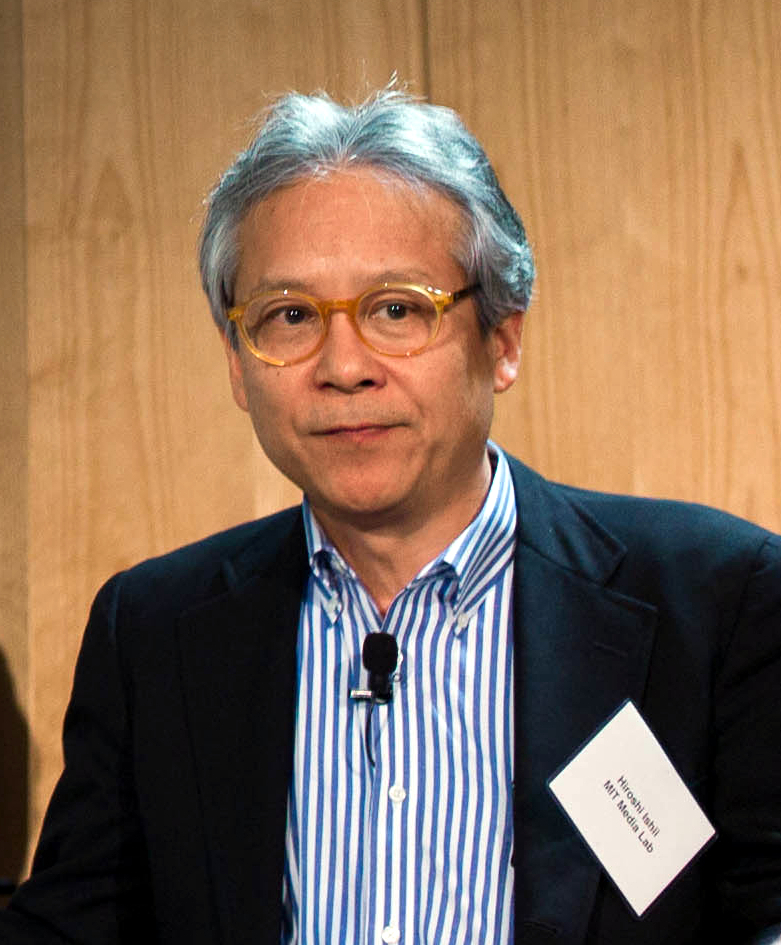
Hiroshi Ishii

Hiroshi Ishii (japanisch 石井 裕 Ishii Hiroshi; * 1956 in Tokio) ist ein japanischer Informatiker. Er ist Professor am Massachusetts Institute of Technology. Im Bereich der Mensch-Computer-Interaktion leistete Ishii Pionierarbeit hinsichtlich Tangible User Interfaces. Dies geschah insbesondere mit der Arbeit Tangible Bits: Towards Seamless Interfaces between People, Bits and Atoms, die er mit seinem damaligen Doktoranden Brygg Ullmer verfasste.

## Biographie

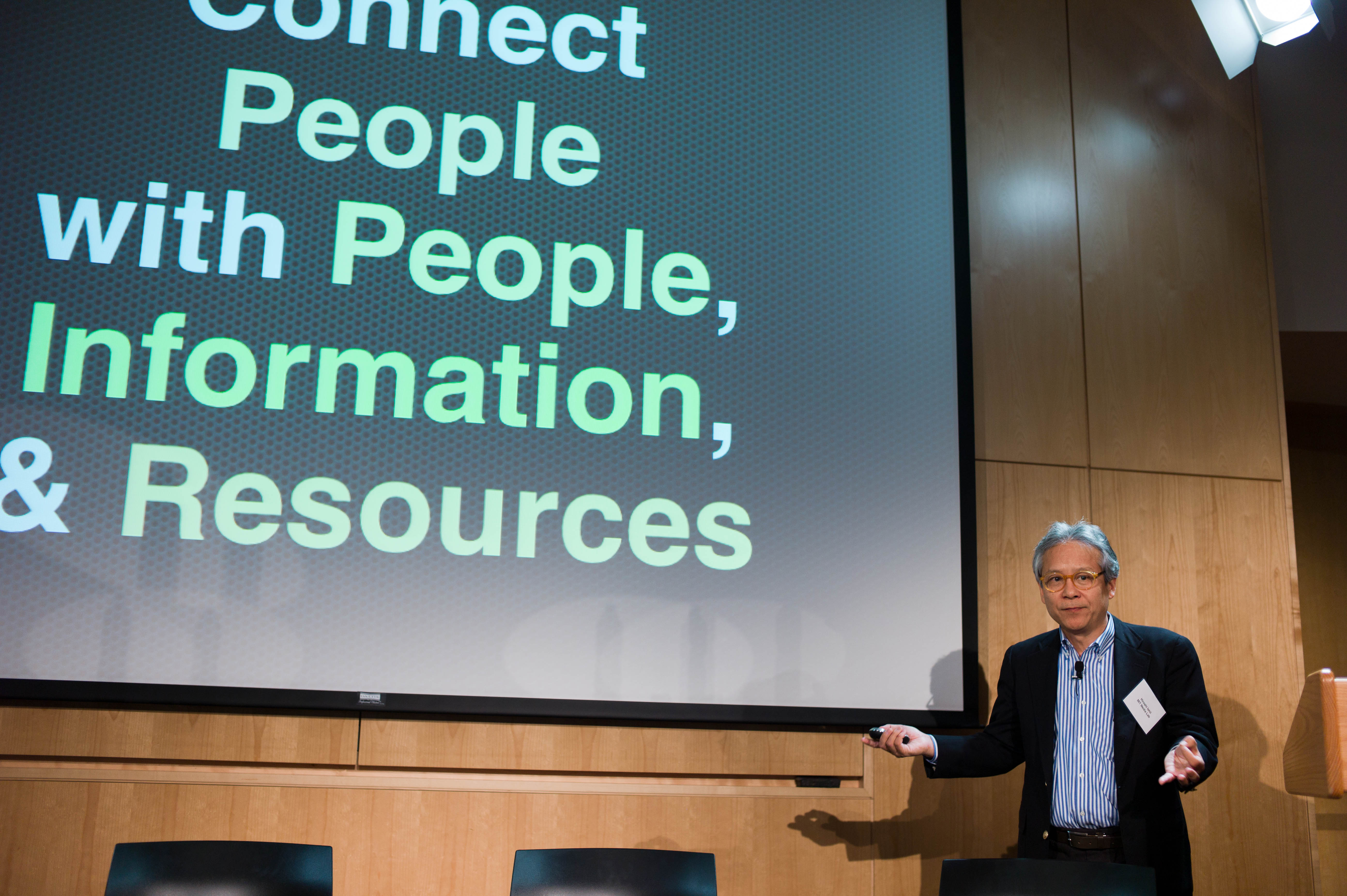
In Boston am 6. April 2012

Ishii wurde in Tokio geboren und wuchs in Sapporo auf. Er erwarb dort einen Bachelor of Engineering in Elektrotechnik sowie einen Master of Engineering und einen Ph.D.-Abschluss in Technischer Informatik an der University Hokkaido in Sapporo.
Als Hiroshi Ishii 1995 als Professor für Medienkunst und -wissenschaften zum MIT Media Laboratory kam, gründete er die Tangible Media Group und begann ihr laufendes Projekt Tangible Bits. Ishii war von den NTT Human Interface Laboratories in Yokosuka gekommen, wo er sich in den frühen 1990er Jahren einen Namen im Bereich Mensch-Computer-Interaktion und Computer-Supported Cooperative Work gemacht hatte. Ishii
wurde 2006 in die CHI Academy gewählt. 2022 wurde er „für Beiträge zu Tangible User Interfaces und zur Mensch-Computer-Interaktion“ in die Klasse der ACM Fellows aufgenommen.
Gegenwärtig (2023) unterrichtet er am Media Lab den Kurs MAS.834 Tangible Interfaces.